# GJ 388
GJ 388 (AD Leonis) – gwiazda w gwiazdozbiorze Lwa, odległa o 16,2 roku świetlnego od Słońca. Jest jedną z najbliższych Układowi Słonecznemu gwiazd.

## Charakterystyka obserwacyjna
Jej jasność wizualna to 9,52m. Jest ona zatem za słabym obiektem, by można było ją dostrzec gołym okiem. Należy do gwiazd rozbłyskowych, jako gwiazda zmienna nosi oznaczenie AD Leonis.
Jest to optyczna towarzyszka jasnej gwiazdy podwójnej Gamma Leonis. Sama GJ 388 była podejrzewana o podwójność, jednak obserwacje z użyciem koronografu nie potwierdziły istnienia towarzyszki.

## Charaketerystyka fizyczna
AD Leonis to czerwony karzeł, należący do typu widmowego M4,5. Ma temperaturę około 3150 K i jasność równą około pół procent jasności Słońca. Jej masa to 0,36 masy Słońca.

## Możliwy układ planetarny
Analizy zmian prędkości radialnej tej gwiazdy z 2019 roku wskazywały, że może okrążać ją planeta pozasłoneczna oznaczona AD Leo b. Miałaby to być gorąca planeta gazowa o masie minimalnej ocenianej na 23,1 M🜨. Analizy z 2020 roku przeczą jednak jej istnieniu.